# FC Lusitanos
FC Lusitanos is een Andorrese voetbalclub uit de hoofdstad Andorra la Vella. De club speelt in de Lliga de Primera Divisió. In 2002 won het de Beker van Andorra, nadat ze de finale met 2-0 wonnen van Inter Club d'Escaldes. In 2012 werd de club voor het eerst in haar bestaan landskampioen, in 2013 werd de titel geprolongeerd. In 2019 degradeerde Lusitanos na promotie/degradatiewedstrijden tegen CE Carroi naar de Segona Divisió.

## Erelijst
- Primera Divisió

Winnaar (2):  2012, 2013
Tweede (2): 2015, 2016
- Segona Divisió

Winnaar (1): 2000
- Andorrese voetbalbeker

Winnaar (1): 2002
Finalist (4): 2008, 2009, 2012, 2014

## Eindklasseringen vanaf 2000
| 1 |

| 5 |

| 5 |

| 5 |

| 6 |

| 6 |

| 4 |

| 4 |

| 4 |

| 4 |

| 4 |

| 3 |

| 1 |

| 1 |

| 4 |

| 2 |

| 2 |

| 4 |

| 4 |

| 7 |

| 5 |

| Primera Divisió | Segona Divisió |

## In Europa
#Q = #kwalificatieronde, T/U = Thuis/Uit, W = Wedstrijd, PUC = punten UEFA-coëfficiënten .
Uitslagen vanuit gezichtspunt FC Lusitanos
| Seizoen                                                    | Competitie       | Ronde | Land                     | Club                 | Totaalscore | 1e W    | 2e W    | PUC |
| ---------------------------------------------------------- | ---------------- | ----- | ------------------------ | -------------------- | ----------- | ------- | ------- | --- |
| 2010/11                                                    | Europa League    | 1Q    | Vlag van Noord-Macedonië | FK Rabotnički Skopje | 0-11        | 0-5 (U) | 0-6 (T) | 0.0 |
| 2011/12                                                    | Europa League    | 1Q    | Vlag van Kroatië         | NK Varteks Varaždin  | 1-6         | 1-5 (U) | 0-1 (T) | 0.0 |
| 2012/13                                                    | Champions League | 1Q    | Vlag van Malta           | Valletta             | 0-9         | 0-8 (U) | 0-1 (T) | 0.0 |
| 2013/14                                                    | Champions League | 1Q    | Vlag van Faeröer         | EB/Streymur          | 3-7         | 2-2 (T) | 1-5 (U) | 0.5 |
| 2015/16                                                    | Europa League    | 1Q    | Vlag van Engeland        | West Ham United      | 0-4         | 0-3 (U) | 0-1 (T) | 0.0 |
| 2016/17                                                    | Europa League    | 1Q    | Vlag van Slovenië        | NK Domžale           | 2-5         | 1-3 (U) | 1-2 (T) | 0.0 |
| Totaal aantal behaalde punten voor UEFA coëfficiënten: 0.5 |                  |       |                          |                      |             |         |         |     |

CF Atlètic Amèrica ·
Atlètic Amèrica II ·
FC Santa Coloma-II ·
CE Carroi ·
UE Santa Coloma-II